# OpenPKG
OpenPKGは、UNIX用のオープンソースパッケージ管理システムである。これは、よく知られているRPMシステムに基づいており、一般的なUNIXプラットフォーム（SolarisやLinux、およびFreeBSD）へのパッケージの簡単で統一されたインストールを可能にする。
このプロジェクトは、2000年11月にRalf S. Engelschallによって開始され、2005年6月には880を超える無料かつ自由に入手可能なパッケージ群を提供していた。